# 대한민국 여자 U-14 축구 국가대표팀 선수 명단
이 문서는 대한민국 여자 U-14 축구 국가대표팀 역대 선수 목록에 관한 문서이다.

## 한일우수청소년 교류 대회
- 2009년 9월 14일

| NO. | 포지션 | 이름   | 소속               | 생년월일         |
| --- | ------ | ------ | ------------------ | ---------------- |
| 14  | N/A    | 구슬기 | 광영중학교         | 1995년 8월 23일  |
| 9   | N/A    | 김란   | 함성중학교         | 1995년 12월 27일 |
| 7   | N/A    | 김소이 | 현대청운중학교     | 1995년 12월 8일  |
| 20  | N/A    | 김연주 | 상원중학교         | 1995년 2월 17일  |
| 12  | N/A    | 김유진 | 충주예성여자중학교 | 1995년 3월 27일  |
| 16  | N/A    | 김혜빈 | 매홀중학교         | 1995년 8월 21일  |
| 6   | N/A    | 김혜영 | 현대청운중학교     | 1995년 2월 26일  |
| 18  | N/A    | 남경민 | 하슬라중학교       | 1995년 11월 20일 |
| 13  | N/A    | 박소영 | 충주예성여자중학교 | 1995년 5월 19일  |
| 10  | N/A    | 서윤희 | 함성중학교         | 1995년 6월 22일  |
| 8   | N/A    | 서지연 | 설봉중학교         | 1995년 5월 20일  |
| 13  | N/A    | 송세진 | 충주예성여자중학교 | 1995년 4월 19일  |
| 17  | N/A    | 왕지선 | 하슬라중학교       | 1995년 8월 8일   |
| 4   | N/A    | 윤지현 | 안양부흥중학교     | 1995년 2월 16일  |
| 15  | N/A    | 윤한경 | 매홀중학교         | 1995년 7월 27일  |
| 3   | N/A    | 최윤정 | 강경여자중학교     | 1995년 1월 26일  |
| 19  | N/A    | 하은혜 | 상원중학교         | 1995년 11월 27일 |
| 2   | GK     | 민유경 | 광영중학교         | 1995년 6월 9일   |
| 1   | GK     | 허보람 | 매홀중학교         | 1995년 7월 20일  |

| 직위   | 이름            |
| ------ | --------------- |
| 감독   | 최인철          |
| 코치   | 황인선          |
| GK코치 | 박영수 (축구인) |

## AFC U-13 페스티벌
- 2010년 6월 20일

| NO. | 포지션 | 이름   | 소속               | 생년월일         |
| --- | ------ | ------ | ------------------ | ---------------- |
| 10  | FW     | 김성미 | 광영중학교         | 1997년 4월 2일   |
| 22  | FW     | 노수빈 | 충주예성여자중학교 | 1997년 4월 14일  |
| 16  | FW     | 맹다희 | 현대청운중학교     | 1997년 4월 8일   |
| 11  | FW     | 송지윤 | 하슬라중학교       | 1997년 6월 16일  |
| 14  | FW     | 최은지 | 가정여자중학교     | 1997년 3월 4일   |
| 23  | FW     | 최은지 | 오주중학교         | 1997년 8월 6일   |
| 6   | MF     | 성한비 | 현대청운중학교     | 1997년 1월 14일  |
| 17  | MF     | 송재은 | 오주중학교         | 1997년 4월 3일   |
| 20  | MF     | 이정연 | 가정여자중학교     | 1997년 1월 7일   |
| 8   | MF     | 정보미 | 광영중학교         | 1997년 3월 21일  |
| 15  | MF     | 차상민 | 함성중학교         | 1997년 1월 15일  |
| 24  | DF     | 강수진 | 현대청운중학교     | 1997년 3월 1일   |
| 4   | DF     | 고유진 | 오주중학교         | 1997년 1월 24일  |
| 19  | DF     | 김민정 | 오주중학교         | 1996년 9월 12일  |
| 3   | DF     | 김영하 | 충주예성여자중학교 | 1997년 1월 31일  |
| 3   | DF     | 박성란 | 이리동산초등학교   | 1998년 1월 26일  |
| 5   | DF     | 손화연 | 광산중학교         | 1997년 3월 15일  |
| 2   | DF     | 신예림 | 함성중학교         | 1997년 11월 25일 |
| 13  | DF     | 이효경 | 광영중학교         | 1997년 2월 12일  |
| 18  | DF     | 조예령 | 함성중학교         | 1997년 4월 2일   |
| 21  | GK     | 이채빈 | 상원중학교         | 1997년 1월 22일  |
| 1   | GK     | 임서정 | 설봉중학교         | 1997년 3월 27일  |

| 직위   | 이름   |
| ------ | ------ |
| 감독   | 김회성 |
| 코치   | 이미애 |
| GK코치 | 김해빈 |

## 2012 AFC U-13 풋볼 페스티벌
- 2012년 6월 13일

| NO. | 포지션 | 이름   | 소속               | 생년월일         |
| --- | ------ | ------ | ------------------ | ---------------- |
| 7   | FW     | 권희선 | 현대청운중학교     | 1999년 5월 22일  |
| 10  | FW     | 박수아 | 충주예성여자중학교 | 1999년 6월 20일  |
| 25  | FW     | 이예은 | 포항항도중학교     | 1999년 9월 11일  |
| 11  | FW     | 임수빈 | 강경여자중학교     | 1999년 3월 18일  |
| 19  | FW     | 주예은 | 설봉중학교         | 1999년 3월 17일  |
| 14  | MF     | 김희경 | 광영중학교         | 1999년 2월 22일  |
| 12  | MF     | 박하얀 | 설봉중학교         | 1999년 12월 18일 |
| 9   | MF     | 양서연 | 하슬라중학교       | 1999년 8월 12일  |
| 8   | MF     | 오혜빈 | 오주중학교         | 1999년 12월 21일 |
| 6   | MF     | 임소정 | 함성중학교         | 1999년 4월 24일  |
| 15  | DF     | 김다민 | 안양부흥중학교     | 1999년 3월 30일  |
| 21  | DF     | 김채원 | 광산중학교         | 1999년 4월 21일  |
| 4   | DF     | 김현정 | 삼례여자중학교     | 1999년 11월 24일 |
| 3   | DF     | 이수빈 | 대산중학교         | 1999년 12월 12일 |
| 5   | DF     | 주혜미 | 설봉중학교         | 1999년 1월 21일  |
| 3   | GK     | 강혜림 | 상원중학교         | 1999년 4월 27일  |
| 5   | GK     | 전민영 | 설봉중학교         | 1999년 7월 7일   |

| 직위      | 이름   |
| --------- | ------ |
| 감독      | 이문석 |
| 수석 코치 | 기은경 |
| GK코치    | 박철우 |

## 2013 AFC U-14 지역 챔피언십
- 2013년 6월 2일

| NO. | 포지션 | 이름   | 소속           | 생년월일         |
| --- | ------ | ------ | -------------- | ---------------- |
|     | FW     | 권희선 | 현대청운중학교 | 1999년 5월 22일  |
|     | FW     | 양현지 | 상원중학교     | 1999년 1월 4일   |
|     | FW     | 엄큰별 | 상원중학교     | 1999년 8월 21일  |
|     | FW     | 오혜빈 | 오주중학교     | 1999년 12월 21일 |
|     | FW     | 이예은 | 안양부흥중학교 | 1999년 7월 5일   |
|     | FW     | 이유나 | 포항항도중학교 | 1999년 9월 11일  |
|     | MF     | 김서연 | 대산중학교     | 2000년 12월 13일 |
|     | MF     | 김유리 | 안양부흥중학교 | 1999년 11월 1일  |
|     | MF     | 박혜정 | 설봉중학교     | 2000년 3월 30일  |
|     | MF     | 백유림 | 안양부흥중학교 | 1999년 1월 30일  |
|     | MF     | 임소정 | 함성중학교     | 1999년 4월 24일  |
|     | MF     | 조채린 | 하슬라중학교   | 1999년 6월 14일  |
|     | DF     | 김다민 | 안양부흥중학교 | 1999년 3월 30일  |
|     | DF     | 김현정 | 삼례여자중학교 | 1999년 11월 24일 |
|     | DF     | 윤혜인 | 오주중학교     | 1999년 11월 14일 |
|     | DF     | 주혜미 | 설봉중학교     | 1999년 1월 21일  |
|     | DF     | 황유림 | 가정여자중학교 | 1999년 7월 14일  |
|     | GK     | 방미래 | 상원중학교     | 1999년 5월 6일   |
|     | GK     | 전민영 | 설봉중학교     | 1999년 7월 7일   |

| 직위      | 이름   |
| --------- | ------ |
| 감독      | 이문석 |
| 수석 코치 | 황인선 |
| GK코치    | 박영수 |

## U-14 한일교류전
- 2013년 9월 6일

| NO. | 포지션 | 이름   | 소속             | 생년월일         |
| --- | ------ | ------ | ---------------- | ---------------- |
|     | FW     | 김서연 | 대산중학교       | 2000년 12월 13일 |
|     | FW     | 양현지 | 대구동부고등학교 | 1999년 1월 4일   |
|     | FW     | 오혜빈 | 오주중학교       | 1999년 12월 21일 |
|     | MF     | 권희선 | 현대청운중학교   | 1999년 5월 22일  |
|     | MF     | 김태양 | 대산중학교       | 1999년 8월 12일  |
|     | MF     | 박혜정 | 설봉중학교       | 2000년 3월 30일  |
|     | MF     | 백유림 | 오산정보고등학교 | 1999년 1월 30일  |
|     | MF     | 엄큰별 | 상원중학교       | 2000년 12월 13일 |
|     | MF     | 임소정 | 함성중학교       | 1999년 4월 24일  |
|     | MF     | 조채린 | 함성중학교       | 1999년 6월 14일  |
|     | MF     | 최지은 | 상원중학교       | 1999년 11월 2일  |
|     | DF     | 공다연 | 상원중학교       | 1999년 7월 12일  |
|     | DF     | 김다민 | 안양부흥중학교   | 1999년 3월 30일  |
|     | DF     | 김미경 | 오주중학교       | 2000년 4월 3일   |
|     | DF     | 김현정 | 삼례여자중학교   | 1999년 11월 24일 |
|     | DF     | 임수빈 | 강경여자중학교   | 1999년 3월 18일  |
|     | DF     | 주혜미 | 설봉중학교       | 1999년 1월 21일  |
|     | GK     | 강혜림 | 상원중학교       | 1999년 4월 7일   |
|     | GK     | 방미래 | 오주중학교       | 1999년 5월 6일   |

| 직위      | 이름   |
| --------- | ------ |
| 감독      | 황인선 |
| 수석 코치 | 김인수 |
| GK코치    | 류영록 |

## U-13 한,일친선 교류전
- 2013년 10월 15일

| NO. | 포지션 | 이름   | 소속           | 생년월일         |
| --- | ------ | ------ | -------------- | ---------------- |
| 14  | FW     | 김서연 | 함성중학교     | 2000년 12월 13일 |
| 13  | FW     | 노진영 | 삼례여자중학교 | 2000년 6월 3일   |
| 20  | FW     | 문진서 | 가정여자중학교 | 2000년 5월 23일  |
| 16  | FW     | 박혜정 | 설봉중학교     | 2000년 3월 3일   |
| 15  | FW     | 이유진 | 현대청운중학교 | 2000년 5월 15일  |
| 19  | FW     | 조민아 | 안양부흥중학교 | 2000년 10월 26일 |
| 6   | MF     | 김미영 | 현대청운중학교 | 2000년 8월 27일  |
| 11  | MF     | 김수진 | 현대청운중학교 | 2000년 2월 24일  |
| 5   | MF     | 송보람 | 현대청운중학교 | 2000년 4월 19일  |
| 9   | MF     | 임지현 | 설봉중학교     | 2000년 10월 11일 |
| 7   | MF     | 정민영 | 대산중학교     | 2000년 9월 28일  |
| 12  | MF     | 지수진 | 가정여자중학교 | 2000년 5월 15일  |
| 8   | DF     | 차이나 | 광영중학교     | 2000년 2월 22일  |
| 4   | DF     | 김미경 | 오주중학교     | 2000년 4월 3일   |
| 3   | DF     | 윤현지 | 포항항도중학교 | 2000년 1월 19일  |
| 2   | DF     | 이서연 | 삼례여자중학교 | 2001년 2월 28일  |
| 18  | GK     | 김유리 | 하슬라중학교   | 2000년 9월 7일   |
| 1   | GK     | 진희단 | 삼례여자중학교 | 2001년 1월 30일  |

| 직위   | 이름   |
| ------ | ------ |
| 감독   | 이문석 |
| 코치   | 김은정 |
| GK코치 | 박영수 |

## AFC U-14 지역 챔피언십
- 2014년 5월 9일

| NO. | 포지션 | 이름   | 소속               | 생년월일         |
| --- | ------ | ------ | ------------------ | ---------------- |
| 21  | FW     | 구채현 | 광산중학교         | 2000년 11월 26일 |
| 10  | FW     | 박믿음 | 현대청운중학교     | 2000년 8월 26일  |
| 17  | FW     | 박현아 | 광산중학교         | 2000년 1월 21일  |
| 9   | MF     | 윤현지 | 포항항도중학교     | 2000년 1월 19일  |
| 13  | FW     | 차이나 | 광영중학교         | 2000년 2월 22일  |
| 15  | MF     | 노진영 | 삼례여자중학교     | 2000년 6월 3일   |
| 7   | MF     | 박혜정 | 설봉중학교         | 2000년 3월 30일  |
| 14  | MF     | 임지현 | 설봉중학교         | 2000년 10월 11일 |
| 19  | MF     | 정민영 | 함성중학교         | 2000년 9월 28일  |
| 12  | MF     | 조민아 | 안양부흥중학교     | 2000년 10월 26일 |
| 16  | MF     | 현슬기 | 충주예성여자중학교 | 2001년 1월 28일  |
| 8   | DF     | 송보람 | 현대청운중학교     | 2000년 4월 19일  |
| 2   | DF     | 심희수 | 현대청운중학교     | 2000년 11월 27일 |
| 20  | DF     | 이서연 | 삼례여자중학교     | 2001년 2월 28일  |
| 4   | DF     | 이유진 | 현대청운중학교     | 2000년 5월 15일  |
| 2   | DF     | 이서연 | 삼례여자중학교     | 2001년 2월 28일  |
| 5   | DF     | 최서영 | 대산중학교         | 2000년 6월 29일  |
| 18  | GK     | 안소현 | 광산중학교         | 2000년 9월 15일  |
| 1   | GK     | 황윤경 | 함성중학교         | 2000년 4월 6일   |

| 직위   | 이름   |
| ------ | ------ |
| 감독   | 김정찬 |
| 코치   | 박지혜 |
| GK코치 | 고재윤 |

## 2014 U-14 한일교류전
- 2014년 9월 11일

| NO. | 포지션 | 이름   | 소속           | 생년월일         |
| --- | ------ | ------ | -------------- | ---------------- |
|     | FW     | 박현아 | 광산중학교     | 2000년 1월 21일  |
|     | FW     | 윤현지 | 포항항도중학교 | 2000년 1월 19일  |
|     | FW     | 이영서 | 포항항도중학교 | 2000년 3월 9일   |
|     | FW     | 황아현 | 포항항도중학교 | 2001년 11월 12일 |
|     | MF     | 문진서 | 가정여자중학교 | 2000년 5월 23일  |
|     | MF     | 박예빈 | 가정여자중학교 | 2000년 3월 12일  |
|     | MF     | 송도미 | 안양부흥중학교 | 2000년 3월 21일  |
|     | MF     | 안세빈 | 안양부흥중학교 | 2001년 1월 14일  |
|     | MF     | 안혜록 | 오주중학교     | 2000년 5월 1일   |
|     | MF     | 임지현 | 설봉중학교     | 2000년 10월 11일 |
|     | MF     | 정민영 | 미등록         | 2000년 9월 28일  |
|     | MF     | 조슬기 | 삼례여자중학교 | 2000년 6월 23일  |
|     | DF     | 김소영 | 안양부흥중학교 | 2000년 6월 15일  |
|     | DF     | 김은정 | 상원중학교     | 2000년 5월 21일  |
|     | DF     | 박하영 | 설봉중학교     | 2000년 9월 6일   |
|     | DF     | 심희수 | 현대청운중학교 | 2000년 11월 27일 |
|     | DF     | 이유진 | 현대청운중학교 | 2000년 5월 15일  |
|     | DF     | 이진   | 안양부흥중학교 | 2001년 4월 22일  |
|     | GK     | 김유리 | 하슬라중학교   | 2000년 9월 7일   |
|     | GK     | 진희단 | 삼례여자중학교 | 2001년 1월 30일  |

| 직위 | 이름   |
| ---- | ------ |
| 감독 | 김정찬 |

## 2014 U-13 한일 교류전
- 2014년 11월 6일

| NO. | 포지션 | 이름   | 소속               | 생년월일         |
| --- | ------ | ------ | ------------------ | ---------------- |
| 13  | FW     | 김빛나 | 충주예성여자중학교 | 2001년 4월 10일  |
| 2   | FW     | 김소연 | 광산중학교         | 2001년 12월 8일  |
| 12  | FW     | 백민경 | 강경여자중학교     | 2001년 1월 29일  |
| 10  | FW     | 장은현 | 단월중학교         | 2001년 2월 4일   |
| 15  | FW     | 조미진 | 현대청운중학교     | 2001년 4월 4일   |
| 17  | FW     | 조예승 | 설봉중학교         | 2001년 3월 29일  |
| 5   | FW     | 황아현 | 포항항도중학교     | 2001년 11월 12일 |
| 9   | MF     | 김혜정 | 강경여자중학교     | 2001년 8월 10일  |
| 16  | MF     | 안세빈 | 안양부흥중학교     | 2001년 1월 14일  |
| 3   | MF     | 정현경 | 광산중학교         | 2001년 11월 26일 |
| 8   | MF     | 조하늘 | 광산중학교         | 2001년 11월 20일 |
| 20  | DF     | 고민정 | 현대청운중학교     | 2001년 5월 14일  |
| 6   | DF     | 김지미 | 오주중학교         | 2001년 1월 31일  |
| 19  | DF     | 노혜연 | 설봉중학교         | 2001년 9월 3일   |
| 7   | DF     | 라어진 | 삼례여자중학교     | 2001년 9월 4일   |
| 11  | DF     | 유기명 | 가정여자중학교     | 2001년 5월 15일  |
| 14  | DF     | 이진   | 안양부흥중학교     | 2001년 4월 22일  |
| 4   | DF     | 표지수 | 포항항도중학교     | 2001년 9월 20일  |
| 1   | GK     | 전소은 | 충주예성여자중학교 | 2001년 2월 13일  |
| 18  | GK     | 조아라 | 대산중학교         | 2001년 12월 20일 |

## 2015 AFC U-14 지역 챔피언십 최종
- 2015년 5월 19일

| NO. | 포지션 | 이름   | 소속               | 생년월일         |
| --- | ------ | ------ | ------------------ | ---------------- |
| 13  | FW     | 김빛나 | 충주예성여자중학교 | 2001년 4월 10일  |
| 20  | FW     | 황아현 | 포항항도중학교     | 2001년 11월 12일 |
| 18  | MF     | 김소연 | 광산중학교         | 2001년 12월 8일  |
| 9   | MF     | 김혜정 | 단월중학교         | 2001년 2월 4일   |
| 15  | MF     | 백민경 | 강경여자중학교     | 2001년 1월 29일  |
| 26  | MF     | 안세빈 | 안양부흥중학교     | 2001년 1월 14일  |
| 15  | MF     | 조미진 | 현대청운중학교     | 2001년 4월 4일   |
| 17  | MF     | 조예승 | 설봉중학교         | 2001년 3월 29일  |
| 10  | MF     | 조하늘 | 광산중학교         | 2001년 11월 10일 |
| 29  | MF     | 현슬기 | 충주예성여자중학교 | 2001년 1월 28일  |
| 19  | MF     | 황혜민 | 율면중학교         | 2001년 11월 20일 |
| 20  | DF     | 고민정 | 현대청운중학교     | 2001년 5월 14일  |
| 2   | DF     | 김승주 | 현대청운중학교     | 2001년 1월 30일  |
| 19  | DF     | 노혜연 | 설봉중학교         | 2001년 9월 3일   |
| 23  | DF     | 라어진 | 삼례여자중학교     | 2001년 9월 4일   |
| 13  | DF     | 이가현 | 오주중학교         | 2001년 2월 22일  |
| 4   | DF     | 이진   | 안양부흥중학교     | 2001년 4월 22일  |
| 1   | GK     | 강지연 | 단월중학교         | 2001년 6월 11일  |
| 12  | GK     | 진희단 | 삼례여자중학교     | 2001년 1월 30일  |

| 직위   | 이름   |
| ------ | ------ |
| 감독   | 김정찬 |
| 코치   | 김태희 |
| GK코치 | 차상광 |

## 2015 U-14 한일교류전
- 2015년 10월 8일

| NO. | 포지션 | 이름   | 소속               | 생년월일         |
| --- | ------ | ------ | ------------------ | ---------------- |
| 20  | FW     | 이수인 | 현대청운중학교     | 2002년 4월 30일  |
| 19  | FW     | 조미진 | 현대청운중학교     | 2001년 4월 4일   |
| 18  | FW     | 현슬기 | 충주예성여자중학교 | 2001년 1월 28일  |
| 17  | FW     | 황아현 | 포항항도중학교     | 2001년 11월 12일 |
| 13  | MF     | 김빛나 | 충주예성여자중학교 | 2001년 4월 10일  |
| 12  | MF     | 김소희 | 강경여자중학교     | 2001년 1월 24일  |
| 16  | MF     | 백민경 | 강경여자중학교     | 2001년 1월 29일  |
| 14  | MF     | 서현민 | 광영중학교         | 2002년 5월 20일  |
| 9   | MF     | 안세빈 | 안양부흥중학교     | 2001년 1월 14일  |
| 15  | MF     | 이은영 | 현대청운중학교     | 2002년 3월 31일  |
| 11  | MF     | 조하늘 | 광산중학교         | 2001년 11월 10일 |
| 10  | MF     | 천가람 | 현대청운중학교     | 2002년 10월 19일 |
| 8   | DF     | 강지은 | 하슬라중학교       | 2001년 14월 15일 |
| 3   | DF     | 김승주 | 현대청운중학교     | 2001년 1월 30일  |
| 7   | DF     | 노혜연 | 설봉중학교         | 2001년 9월 3일   |
| 4   | DF     | 라어진 | 삼례여자중학교     | 2001년 9월 4일   |
| 6   | DF     | 빈현진 | 충주예성여자중학교 | 2002년 1월 12일  |
| 5   | DF     | 이진   | 안양부흥중학교     | 2001년 4월 22일  |
| 2   | GK     | 전소은 | 충주예성여자중학교 | 2001년 2월 13일  |
| 1   | GK     | 진희단 | 삼례여자중학교     | 2001년 1월 30일  |

| 직위   | 이름   |
| ------ | ------ |
| 감독   | 김정찬 |
| 코치   | 윤수진 |
| GK코치 | 김태수 |

## 2015 U-13 한일교류전
- 2015년 10월 31일

| NO. | 포지션 | 이름   | 소속               | 생년월일         |
| --- | ------ | ------ | ------------------ | ---------------- |
| 19  | FW     | 김명진 | 하슬라중학교       | 2002년 12월 20일 |
| 17  | FW     | 김은서 | 설봉중학교         | 2002년 2월 10일  |
| 20  | FW     | 이은영 | 현대청운중학교     | 2002년 3월 31일  |
| 15  | FW     | 이지후 | 설봉중학교         | 2002년 3월 18일  |
| 18  | MF     | 전민지 | 한밭여자중학교     | 2002년 7월 12일  |
| 16  | MF     | 정인선 | 한밭여자중학교     | 2002년 4월 8일   |
| 10  | MF     | 김민주 | 강경여자중학교     | 2002년 4월 24일  |
| 13  | MF     | 빈현진 | 충주예성여자중학교 | 2002년 1월 12일  |
| 7   | MF     | 서현민 | 광영중학교         | 2002년 5월 20일  |
| 12  | MF     | 이다연 | 오주중학교         | 2002년 2월 28일  |
| 11  | MF     | 이수인 | 현대청운중학교     | 2002년 4월 30일  |
| 14  | MF     | 이유정 | 하슬라중학교       | 2002년 9월 7일   |
| 9   | MF     | 임수연 | 가정여자중학교     | 2002년 7월 6일   |
| 8   | MF     | 천가람 | 현대청운중학교     | 2002년 10월 19일 |
| 5   | DF     | 구가람 | 광산중학교         | 2002년 8월 19일  |
| 6   | DF     | 문하연 | 안양부흥중학교     | 2002년 5월 27일  |
| 3   | DF     | 장유빈 | 율면중학교         | 2002년 2월 10일  |
| 4   | DF     | 정수아 | 설봉중학교         | 2002년 7월 9일   |
| 2   | GK     | 정윤정 | 포항항도중학교     | 2002년 3월 20일  |
| 1   | GK     | 최서은 | 강경여자중학교     | 2002년 10월 17일 |

| 직위   | 이름   |
| ------ | ------ |
| 감독   | 윤수진 |
| 코치   | 김정찬 |
| GK코치 | 이은정 |

## 2016 AFC U-14 지역 챔피언십 최종
- 2016년 5월 13일

| NO. | 포지션 | 이름   | 소속               | 생년월일         |
| --- | ------ | ------ | ------------------ | ---------------- |
| 9   | FW     | 이은영 | 현대청운중학교     | 2002년 3월 31일  |
| 14  | FW     | 장유빈 | 율면중학교         | 2002년 2월 10일  |
| 13  | MF     | 고다영 | 충주예성여자중학교 | 2002년 7월 24일  |
| 11  | MF     | 서현민 | 포항항도중학교     | 2002년 5월 20일  |
| 7   | MF     | 신효림 | 단월중학교         | 2002년 8월 2일   |
| 12  | MF     | 이세란 | 포항항도중학교     | 2002년 4월 13일  |
| 6   | MF     | 이수인 | 현대청운중학교     | 2002년 4월 30일  |
| 15  | MF     | 이예솔 | 현대청운중학교     | 2002년 3월 30일  |
| 8   | MF     | 이유정 | 하슬라중학교       | 2002년 9월 7일   |
| 16  | MF     | 정인선 | 한밭여자중학교     | 2002년 4월 8일   |
| 10  | MF     | 이수인 | 현대청운중학교     | 2002년 4월 30일  |
| 14  | MF     | 이유정 | 하슬라중학교       | 2002년 9월 7일   |
| 16  | MF     | 정인선 | 한밭여자중학교     | 2002년 4월 8일   |
| 10  | MF     | 천가람 | 현대청운중학교     | 2002년 10월 19일 |
| 30  | DF     | 강예진 | 진주여자중학교     | 2002년 8월 19일  |
| 3   | DF     | 김민서 | 현대청운중학교     | 2002년 11월 23일 |
| 17  | DF     | 김은주 | 율면중학교         | 2002년 3월 19일  |
| 2   | DF     | 빈현빈 | 충주예성여자중학교 | 2002년 1월 12일  |
| 1   | GK     | 정윤정 | 포항항도중학교     | 2002년 3월 20일  |
| 1   | GK     | 최서은 | 강경여자중학교     | 2002년 10월 17일 |

| 직위   | 이름   |
| ------ | ------ |
| 감독   | 허정재 |
| 코치   | 강아주 |
| GK코치 | 김대환 |

## 2016 U-14 한일교류전
- 2016년 10월 14일

| NO. | 포지션 | 이름          | 소속               | 생년월일         |
| --- | ------ | ------------- | ------------------ | ---------------- |
| 19  | FW     | 김윤주        | 설봉중학교         | 2002년 8월 20일  |
| 16  | FW     | 서현민        | 포항항도중학교     | 2002년 5월 20일  |
| 18  | FW     | 이세란        | 포항항도중학교     | 2002년 4월 13일  |
| 13  | FW     | 이지후        | 설봉중학교         | 2002년 3월 18일  |
| 10  | FW     | 장유빈        | 율면중학교         | 2002년 2월 10일  |
| 11  | FW     | 천가람        | 현대청운중학교     | 2002년 4월 13일  |
| 7   | MF     | 고다영        | 충주예성여자중학교 | 2002년 7월 24일  |
| 8   | MF     | 김명진        | 하슬라중학교       | 2002년 12월 20일 |
| 20  | MF     | 김은주 (주장) | 현대청운중학교     | 2002년 3월 19일  |
| 14  | MF     | 류수정        | 오주중학교         | 2002년 5월 23일  |
| 9   | MF     | 이은영        | 현대청운중학교     | 2002년 3월 31일  |
| 12  | MF     | 정수아        | 설봉중학교         | 2002년 7월 9일   |
| 6   | MF     | 황윤재        | 포항항도중학교     | 2002년 9월 30일  |
| 4   | DF     | 김민주        | 강경여자중학교     | 2002년 4월 24일  |
| 15  | DF     | 박은지        | 진주여자중학교     | 2002년 4월 7일   |
| 5   | DF     | 이수인        | 현대청운중학교     | 2002년 11월 23일 |
| 2   | DF     | 이예솔        | 현대청운중학교     | 2002년 3월 30일  |
| 3   | DF     | 한다인        | 하슬라중학교       | 2002년 2월 9일   |
| 1   | GK     | 도윤지        | 오주중학교         | 2002년 3월 10일  |
| 21  | GK     | 최서은        | 강경여자중학교     | 2002년 10월 17일 |

| 직위   | 이름   |
| ------ | ------ |
| 감독   | 허정재 |
| 코치   | 김정숙 |
| GK코치 | 김대환 |

## 2017 U-13 한일교류전
- 2017년 8월 28일

| NO. | 포지션 | 이름   | 소속               | 생년월일         |
| --- | ------ | ------ | ------------------ | ---------------- |
| 19  | FW     | 김지현 | 현대청운중학교     | 2004년 9월 27일  |
| 17  | FW     | 박수정 | 포항항도중학교     | 2004년 11월 3일  |
| 16  | FW     | 전유경 | 포항항도중학교     | 2004년 1월 20일  |
| 20  | FW     | 천세화 | 하슬라중학교       | 2004년 11월 11일 |
| 9   | MF     | 강민지 | 오주중학교         | 2004년 1월 15일  |
| 13  | MF     | 박민지 | 현대청운중학교     | 2004년 11월 5일  |
| 15  | MF     | 변혜진 | 상원중학교         | 2004년 11월 29일 |
| 14  | MF     | 이수아 | 진주여자중학교     | 2004년 8월 24일  |
| 11  | MF     | 이지민 | 충주예성여자중학교 | 2004년 3월 5일   |
| 10  | MF     | 이현정 | 포항항도중학교     | 2004년 6월 10일  |
| 12  | MF     | 최한빈 | 오주중학교         | 2004년 3월 2일   |
| 6   | DF     | 김가현 | 충주예성여자중학교 | 2004년 8월 16일  |
| 5   | DF     | 김도희 | 광산중학교         | 2004년 5월 21일  |
| 4   | DF     | 김주은 | 설봉중학교         | 2004년 8월 29일  |
| 8   | DF     | 양진영 | 상원중학교         | 2004년 8월 9일   |
| 7   | DF     | 이나영 | 강경여자중학교     | 2004년 11월 25일 |
| 3   | DF     | 이다온 | 현대청운중학교     | 2004년 6월 14일  |
| 2   | DF     | 정은서 | 설봉중학교         | 2004년 8월 14일  |
| 1   | GK     | 박현진 | 강경여자중학교     | 2004년 2월 26일  |
| 1   | GK     | 한다희 | 율면중학교         | 2004년 12월 17일 |

| 직위   | 이름   |
| ------ | ------ |
| 감독   | 황인선 |
| 코치   | 서은지 |
| GK코치 | 정호정 |

## 2018 U-13 한일교류전
- 2018년 9월 12일

| NO. | 포지션 | 이름   | 소속               | 생년월일         |
| --- | ------ | ------ | ------------------ | ---------------- |
| 20  | FW     | 고은빈 | 현대청운중학교     | 2005년 8월 22일  |
| 9   | FW     | 김수연 | 설봉중학교         | 2005년 2월 11일  |
| 10  | FW     | 유지민 | 오주중학교         | 2005년 10월 25일 |
| 19  | MF     | 고다애 | 광영중학교         | 2005년 2월 3일   |
| 11  | MF     | 김세연 | 충주예성여자중학교 | 2005년 3월 22일  |
| 7   | MF     | 문민지 | 강경여자중학교     | 2005년 3월 9일   |
| 12  | MF     | 안수민 | 현대청운중학교     | 2005년 3월 9일   |
| 17  | MF     | 양은서 | 오주중학교         | 2005년 12월 16일 |
| 16  | MF     | 유수아 | 포항항도중학교     | 2005년 12월 25일 |
| 15  | MF     | 윤나경 | 충주예성여자중학교 | 2005년 2월 23일  |
| 8   | MF     | 정유진 | 오주중학교         | 2005년 8월 31일  |
| 5   | DF     | 김규연 | 현대청운중학교     | 2005년 6월 23일  |
| 14  | DF     | 김예진 | 율면중학교         | 2005년 11월 11일 |
| 13  | DF     | 박인영 | 광산중학교         | 2005년 6월 15일  |
| 6   | DF     | 신민경 | 현대청운중학교     | 2005년 1월 17일  |
| 4   | DF     | 안송희 | 오주중학교         | 2005년 4월 21일  |
| 3   | DF     | 양다민 | 현대청운중학교     | 2005년 9월 18일  |
| 2   | DF     | 정유진 | 포항항도중학교     | 2005년 10월 10일 |
| 1   | GK     | 강수희 | 설봉중학교         | 2005년 3월 31일  |
| 18  | GK     | 김정미 | 단월중학교         | 2005년 3월 17일  |

| 직위   | 이름   |
| ------ | ------ |
| 감독   | 김태희 |
| 코치   | 강나영 |
| GK코치 | 이광석 |

## 2018 U-14 한일교류전
- 2018년 11월 12일

| NO. | 포지션 | 이름   | 소속               | 생년월일         |
| --- | ------ | ------ | ------------------ | ---------------- |
| 17  | FW     | 박수정 | 포항항도중학교     | 2004년 11월 3일  |
| 10  | FW     | 전유경 | 포항항도중학교     | 2004년 1월 20일  |
| 9   | FW     | 한예빈 | 조천중학교         | 2004년 7월 30일  |
| 20  | FW     | 홍채빈 | 충주예성여자중학교 | 2004년 2월 11일  |
| 15  | MF     | 김가현 | 충주예성여자중학교 | 2004년 8월 16일  |
| 7   | MF     | 박민지 | 현대청운중학교     | 2004년 11월 5일  |
| 6   | MF     | 배예빈 | 현대청운중학교     | 2004년 12월 7일  |
| 19  | MF     | 변해진 | 하슬라중학교       | 2004년 11월 29일 |
| 12  | MF     | 이나영 | 강경여자중학교     | 2004년 11월 25일 |
| 16  | MF     | 이수아 | 진주여자중학교     | 2004년 8월 24일  |
| 11  | MF     | 천세화 | 하슬라중학교       | 2004년 11월 11일 |
| 8   | MF     | 최한빈 | 오주중학교         | 2004년 3월 2일   |
| 14  | DF     | 김다현 | 율면중학교         | 2004년 9월 11일  |
| 5   | DF     | 김지윤 | 포항항도중학교     | 2004년 6월 8일   |
| 3   | DF     | 박지혜 | 현대청운중학교     | 2004년 1월 19일  |
| 4   | DF     | 엄민경 | 단월중학교         | 2004년 11월 24일 |
| 2   | DF     | 이현정 | 포항항도중학교     | 2004년 6월 10일  |
| 2   | DF     | 정은서 | 설봉중학교         | 2004년 8월 14일  |
| 1   | GK     | 우서빈 | 포항항도중학교     | 2004년 4월 13일  |
| 18  | GK     | 최연우 | 현대청운중학교     | 2004년 6월 14일  |

| 직위 | 이름   |
| ---- | ------ |
| 감독 | 김태희 |

## 2019 U-13 한일교류전
- 2019년 8월 20일

| NO. | 포지션 | 이름   | 소속               | 생년월일         |
| --- | ------ | ------ | ------------------ | ---------------- |
| 17  | FW     | 김효진 | 가정여자중학교     | 2006년 1월 12일  |
| 20  | FW     | 이주아 | 설봉중학교         | 2006년 4월 8일   |
| 19  | FW     | 조혜영 | 오주중학교         | 2006년 2월 18일  |
| 16  | FW     | 최은서 | 광산중학교         | 2006년 9월 28일  |
| 12  | MF     | 김이영 | 포항항도중학교     | 2006년 9월 15일  |
| 9   | MF     | 박지유 | 현대청운중학교     | 2006년 2월 15일  |
| 8   | MF     | 배윤경 | 현대청운중학교     | 2006년 10월 24일 |
| 7   | MF     | 이하은 | 포항항도중학교     | 2006년 7월 20일  |
| 13  | MF     | 정지원 | 오주중학교         | 2006년 4월 11일  |
| 6   | MF     | 진혜린 | 광영중학교         | 2006년 6월 29일  |
| 10  | MF     | 최다연 | 충주예성여자중학교 | 2006년 3월 23일  |
| 4   | DF     | 구영연 | 현대청운중학교     | 2006년 1월 26일  |
| 14  | DF     | 김시율 | 충주예성여자중학교 | 2006년 3월 30일  |
| 5   | DF     | 김지윤 | 강경여자중학교     | 2006년 5월 10일  |
| 2   | DF     | 남승은 | 설봉중학교         | 2006년 1월 10일  |
| 15  | DF     | 심고은 | 진주여자중학교     | 2006년 6월 1일   |
| 11  | DF     | 이하늘 | 현대청운중학교     | 2006년 3월 10일  |
| 3   | DF     | 임지원 | 충주예성여자중학교 | 2006년 9월 11일  |
| 1   | GK     | 구보형 | 하슬라중학교       | 2006년 5월 28일  |
| 18  | GK     | 이채은 | 오주중학교         | 2006년 2월 19일  |

| 직위   | 이름   |
| ------ | ------ |
| 감독   | 허정재 |
| 코치   | 김은정 |
| 코치   | 강민정 |
| GK코치 | 조민혁 |

## 2019 U-14 한일교류전
- 2019년 11월 18일

| NO. | 포지션 | 이름   | 소속               | 생년월일         |
| --- | ------ | ------ | ------------------ | ---------------- |
|     | FW     | 고은빈 | 현대청운중학교     | 2005년 8월 22일  |
|     | FW     | 김수연 | 설봉중학교         | 2005년 2월 11일  |
|     | FW     | 양은서 | 오주중학교         | 2005년 1월 25일  |
|     | FW     | 윤나경 | 충주예성여자중학교 | 2005년 2월 23일  |
|     | FW     | 정다빈 | 설봉중학교         | 2005년 9월 5일   |
|     | MF     | 김예진 | 단월중학교         | 2005년 11월 11일 |
|     | MF     | 문민지 | 강경여자중학교     | 2005년 3월 9일   |
|     | MF     | 박인영 | 광산중학교         | 2005년 6월 15일  |
|     | MF     | 박제아 | 포항항도중학교     | 2005년 10월 29일 |
|     | MF     | 배초원 | 광영중학교         | 2005년 12월 11일 |
|     | MF     | 안송희 | 오주중학교         | 2005년 4월 21일  |
|     | MF     | 양다민 | 현대청운중학교     | 2005년 9월 8일   |
|     | MF     | 김예진 | 율면중학교         | 2005년 11월 11일 |
|     | MF     | 유수아 | 광산중학교         | 2005년 12월 25일 |
|     | MF     | 이선빈 | 포항항도중학교     | 2005년 8월 14일  |
|     | MF     | 정유진 | 포항항도중학교     | 2005년 10월 10일 |
|     | MF     | 최은형 | 충주예성여자중학교 | 2005년 5월 25일  |
|     | DF     | 김규연 | 현대청운중학교     | 2005년 6월 23일  |
|     | DF     | 신민경 | 현대청운중학교     | 2005년 1월 17일  |
|     | GK     | 강수희 | 설봉중학교         | 2005년 3월 31일  |
|     | GK     | 김서희 | 포항항도중학교     | 2005년 3월 24일  |

| 직위   | 이름   |
| ------ | ------ |
| 감독   | 허정재 |
| 코치   | 강민정 |
| GK코치 | 조민혁 |

## 2022년도 1차 국내 훈련
- 2022년 9월 23일

| NO. | 포지션 | 이름   | 소속                 | 생년월일         |
| --- | ------ | ------ | -------------------- | ---------------- |
|     | FW     | 강예빈 | 포항항도중학교       | 2009년 1월 8일   |
|     | FW     | 김도은 | 현대청운중학교       | 2009년 2월 5일   |
|     | FW     | 백서영 | 진주여자중학교       | 2009년 5월 16일  |
|     | FW     | 유초련 | 광영중학교           | 2009년 11월 7일  |
|     | FW     | 이설아 | 충주예성여자중학교   | 2009년 3월 4일   |
|     | FW     | 이설아 | 서울 WFC             | 2009년 3월 4일   |
|     | FW     | 장예진 | 가정여자중학교       | 2009년 2월 15일  |
|     | FW     | 하은재 | 진주여자중학교       | 2009년 10월 4일  |
|     | MF     | 구나현 | 가정여자중학교       | 2009년 6월 12일  |
|     | MF     | 김희나 | 강경여자중학교       | 2009년 8월 1일   |
|     | MF     | 장한나 | 광산중학교           | 2009년 5월 5일   |
|     | MF     | 최세은 | 현대청운중학교       | 2009년 1월 16일  |
|     | MF     | 추지연 | 현대청운중학교       | 2009년 9월 9일   |
|     | DF     | 한국희 | 현대청운중학교       | 2009년 8월 21일  |
|     | DF     | 김민서 | 가정여자중학교       | 2009년 8월 24일  |
|     | DF     | 김서윤 | 서울 노원 유나이티드 | 2009년 4월 27일  |
|     | DF     | 김지은 | 충주예성여자중학교   | 2009년 10월 18일 |
|     | DF     | 남정화 | 진주여자중학교       | 2009년 4월 21일  |
|     | DF     | 천유나 | 진주여자중학교       | 2009년 4월 27일  |
|     | GK     | 기쁨   | 충주예성여자중학교   | 2009년 3월 20일  |
|     | GK     | 이예소 | 설봉중학교           | 2009년 10월 23일 |

| 직위   | 이름   |
| ------ | ------ |
| 감독   | 박윤정 |
| 코치   | 이다영 |
| GK코치 | 황희훈 |

## 2022년 한일우수청소년교류
- 2022년 9월 23일

| NO. | 포지션 | 이름   | 소속                 | 생년월일         |
| --- | ------ | ------ | -------------------- | ---------------- |
|     | FW     | 염가은 | 충주예성여자중학교   | 2008년 10월 31일 |
|     | FW     | 홍서윤 | 단월중학교           | 2008년 7월 6일   |
|     | MF     | 김유리 | 진주여자중학교       | 2008년 4월 3일   |
|     | MF     | 류지해 | 현대청운중학교       | 2008년 2월 22일  |
|     | MF     | 백지은 | 충주예성여자중학교   | 2008년 2월 16일  |
|     | MF     | 신지윤 | 단월중학교           | 2008년 12월 18일 |
|     | MF     | 양세빈 | 설봉중학교           | 2008년 7월 4일   |
|     | MF     | 양지민 | 현대청운중학교       | 2008년 8월 17일  |
|     | MF     | 엄예빈 | 서울 노원 유나이티드 | 2008년 3월 26일  |
|     | MF     | 장예윤 | 현대청운중학교       | 2008년 1월 2일   |
|     | MF     | 정하은 | 단월중학교           | 2008년 12월 13일 |
|     | MF     | 최보경 | 가정여자중학교       | 2008년 1월 5일   |
|     | DF     | 곽민서 | 포항항도중학교       | 2008년 2월 22일  |
|     | DF     | 김민주 | 강경여자중학교       | 2008년 6월 3일   |
|     | DF     | 김한아 | 가정여자중학교       | 2008년 9월 8일   |
|     | DF     | 노예은 | 단월중학교           | 2008년 2월 11일  |
|     | DF     | 박하람 | 충주예성여자중학교   | 2008년 12월 25일 |
|     | DF     | 정하윤 | 진주여자중학교       | 2008년 6월 19일  |
|     | GK     | 김채빈 | 단월중학교           | 2008년 4월 14일  |
|     | GK     | 정혜림 | 진주여자중학교       | 2008년 10월 12일 |

| 직위   | 이름   |
| ------ | ------ |
| 감독   | 박윤정 |
| 코치   | 고현복 |
| GK코치 | 진재영 |